# Sant Felip Neri (Crevillent)
Sant Felip Neri (San Felipe Neri en castellà), és una pedania del municipi de Crevillent (Baix Vinalopó), amb una població de 465 habitants (2006). Està situat al sud del terme crevillentí, al límit amb el terme de Catral (Baix Segura), a la zona del Saladar bonificada a finals del segle xviii pel cardenal Belluga, fundador del poble i dels altres que formaren les Pies Fundacions. L'església fou acabada el 1703. La població de Sant Felip Neri i les Casiques (Crevillent), conserva la llengua castellana dels primers colonitzadors.
Des de finals de 2007 fins al moment, des de l'Associació de Veïns de Sant Felip Neri, es reivindica una major autonomia de Crevillent i el reconeixement com entitat local menor o fins i tot la seua independència com a municipi dins de la comarca del Baix Segura. La situació de Sant Felip Neri ha arribat a casos com la total oposició de la població de la pedania a l'ajuntament de Crevillent i altres actes clarament independentistes.